# Австро-прусська війна

До війни:
Пруссія
Союзники Пруссії
Австрія
Союзники Австрії
Нейтральні країни Німецького союзу
Суперечні терени

Австро-прусська війна (Семитижнева війна, в німецькій історіографії побутує частіше «Німецька війна» — нім. Deutscher Krieg, Deutscher Bruderkrieg (вимова [ˌdɔʏtʃɐ ˈbʁuːdɐkʁiːk] ( прослухати); «Німецька війна братів») — війна, що відбулась в 1866 році і завершила боротьбу між Пруссією й Австрією за керівну роль в Німеччині. Австро-прусська війна — важливий етап у процесі об'єднання Німеччини під гегемонією Пруссії. В битві під Садовою 3 липня 1866 Австрія зазнала поразки. За Празьким миром 1866 року Австрія втратила Шлезвіг і Гольштейн, передала Італії Венеційський регіон. В результаті Австро-прусської війни Австрію було усунуто від загальнонімецьких справ. Замість ліквідованого Німецького союзу Пруссія створила Північнонімецький союз під своєю зверхністю.
У війні брали участь дві коаліції держав, очолювані найбільшими німецькими державами, — Пруссією й Австрією. На стороні Пруссії виступила Італія, на стороні Австрії — Баварія, Саксонія, Баден, Вюртемберг і Ганновер. Крім того, кожен із супротивників зміг привернути на свій бік декілька малих німецьких держав. З початком війни Пруссія і її союзники формально вийшли з Німецького союзу.
Війна тривала впродовж 7 тижнів (17 червня — 26 липня 1866 року). Австрія вимушена була воювати на два фронти. Її технологічна відсталість і політична ізоляція з 1856 року призвели до поразки.

## Передісторія конфлікту

### Спроби об'єднання Німеччини
Війна Пруссії з Австрійською імперією за гегемонію в Німеччині зумовила малонімецький шлях об'єднання останньої. І Австрія, і Пруссія прагнули до об'єднання Німеччини. Великонімецький шлях об'єднання мав на увазі включення до складу Німеччини Австрії, але обширні її території за межами Німецького союзу (Венеційська область, Угорщина, Словаччина, Галичина, Трансильванія, Хорватія і Воєводина) заважали такому об'єднанню. Тому Отто фон Бісмарком був обраний малонімецький шлях об'єднання Німеччини, що припускав об'єднання Німеччини навколо Пруссії шляхом приєднання до неї всіх німецьких держав, окрім Австрії, Ліхтенштейну та швейцарських німецькомовних кантонів.

### Німецький союз
Німеччина пізніше за інші європейські країни стала на шлях капіталістичного розвитку. Аграрні реформи 1807, 1816 і 1821 років у Пруссії й інших німецьких державах мали обмежений характер. Торгівля була слабо розвинутою. Нечисленні міста, по суті, були лише резиденціями королів.
Розширення капіталістичного виробництва стримувалось кріпосним правом, політичним роздрібненням і засиллям консервативних елементів у державному апараті.
На початку XIX ст. Німеччина, як і раніше, складалась із багатьох держав з власними митними системами, органами управління, законодавствами, системами мір і ваг. Уряди цих держав мало цікавили проблеми загальнонімецької єдності, в галузі внутрішньої і зовнішньої політики вони керувались лише власними інтересами. До наполеонівських війн абсолютна монархія в цих державах була переважною формою правління.
Наполеон I, розбивши австрійські війська, поклав кінець існуванню Священної Римської імперії. В серпні 1806 цісар Франц ІІ відмовився від титулу її імператора. Міжнародний авторитет Габсбурґів було підірвано. Політична самостійність багатьох феодальних держав була ліквідована, вони перетворились на васалів наполеонівської Франції.
Поразка французької армії в Росії допомогла німецьким державам повернути незалежність. Певний внесок у перемогу над Наполеоном, крім Росії, внесли Австрія і Пруссія.
30 травня 1814 у Парижі підписали договір між державами-переможцями та переможеною Францією. Цей договір позбавив останню всіх територій, завойованих нею у війнах кінця XVIII — початку XIX ст. У вересні 1814 р. у Відні зібрався найбільш представницький із дипломатичних конгресів усіх часів і народів. На нього з'їхалися 216 представників усіх європейських держав, за винятком Османської імперії. 3 січня 1815 Британія, Австрія та переможена Франція уклали між собою таємний союз для протидії планам російського та прусського урядів у польському та саксонському питаннях. Нові союзники навіть обіцяли один одному військову допомогу в разі необхідності. В результаті їх спільного тиску на Пруссію тій довелося примиритися з корекцією власних масштабних планів. До Пруссії відійшла лише північна частина Саксонії, а південна залишалася самостійним королівством. Вона ж отримала додатково Познань і Гданськ зі складу колишнього Великого герцогства Варшавського (що суперечило планам Росії на ці території), а також шведську Померанію, Рейнську провінцію та Вестфалію. Останні дві провінції були економічно найрозвинутішими німецькими землями, важливим було і їхнє стратегічне становище. Австрії повернули Тернопільський округ.
9 червня 1815 був підписаний Генеральний заключний акт Віденського конгресу. З масиву німецькомовних держав і частини володінь Австрійської імперії Віденський конгрес створив Німецький союз. До нього увійшли 34 монархії та 4 вільних міста (Гамбург, Бремен, Любек і Франкфурт-на-Майні). Прусські й австрійські володіння були включені до Німецького союзу не всі. З прусських — поза Союзом залишалася Східна Пруссія та Познань, з австрійських — Галичина, Угорщина та більша частина південнослов'янських областей імперії. Австрійський канцлер Меттерніх домігся гегемонії Австрії в Німецькому союзі і розглядав його як знаряддя австрійської політики. Так Австрія перетворювалася на «жандарма Європи». Керівний орган Німецького союзу — т. зв. «Союзний сейм» турбувався передусім про збереження європейського статус-кво: державних кордонів, монархічних режимів, політичної ізоляції Росії та збереження політичного роздрібнення німецьких земель. Після перемоги над Наполеоном Росія намагалася претендувати на роль провідної європейської сили. Це не відповідало інтересам жодної з європейських наддержав: Англії, Австрії, Франції. Спроби Росії спертися на союз із Пруссією викликали зрозуміле занепокоєння у Відні, Лондоні та Парижі. В результаті цього Пруссії, як менш сильному учаснику запланованої коаліції, дозволили дещо зміцнити свої позиції, але ціною розриву з Росією. Остання підтримувала прагнення Пруссії захопити усю Саксонію, але в свою чергу претендувала на герцогство Варшавське з Познанню та Гданськом включно.
Союзний сейм (бундестаг) — рада уповноважених окремих німецьких монархів — перебував у Франкфурті-на-Майні. Союз не мав ні спільного судового органу, ні об'єднаного дипломатичного представництва, ні спільної армії. Рішення сейму ставали обов'язковими лише за умови їх визнання всіма суверенними монархами — членами Союзу. Тож Німецький союз був слабкою конфедерацією, позбавленою реальної сили і значення.
Володіння Пруссії були роз'єднані і складалися з двох основних частин. Східна частина включала давні прусські провінції та Познань, західна — Рейнську область і Вестфалію. Обидві частини королівства були розділені землями інших німецьких королів, відрізнялися за своїм внутрішнім суспільним ладом. У східних провінціях панувало велике поміщицьке землеволодіння (місцевих поміщиків називали юнкерами). Юнкерам належала на селах вища поліцейська влада і вотчинна юрисдикція. Селянство, особисто вільне після реформи 1807 року, але політично безправне і позбавлене землі, продовжувало нести панщину і платити оброки. В західних володіннях Прусського королівства, які довго перебували під управлінням французів, селянство уже вивільнилося від кріпацтва, в життя ґрунтовно увійшли нові порядки й створене Французькою революцією законодавство, рівність усіх громадян перед законом, гласне судочинство тощо. Поміщицька юрисдикція, збережена на сході Пруссії, тут давно вже припинила своє існування. Ця дуалістична модель прусської держави мала деяке притягальне значення — вона демонструвала певну толерантність її монархів до місцевих порядків і звичаїв та дозволяла сподіватися, що в майбутньому цей принцип буде поширений і на решту німецьких земель у разі їх можливого входження до складу Пруссії. Певну роль відігравали релігійні відмінності — у східній частині переважно панував протестантизм, у західній — католицизм. У кожній із 8 провінцій Прусського королівства діяли станові ландтаги, не пов'язані між собою, їх функції зводилися до дорадчих при монарху.
Політичний режим інших німецьких держав охоплював широкий спектр державно-правових моделей. Найтяжчим було становище народу на півночі — у Мекленбурзі, Брауншвейзі, Ольденбурзі та Гессені, де попередні феодальні порядки були відновлені у повному об'ємі. У південнонімецьких державах — Баварії, Вюртемберзі, Бадені та Дармштадті — були введені конституції, дещо схожі на французьку Хартію 1814 р. У Ганновері та Саксонії поновлені станові ландтаги — анахронізм навіть не учорашньої, а позавчорашньої історичної епохи. Така політична строкатість виступала додатковою перепоною на шляху об'єднання всіх німецьких земель, перетворення Німеччини у цілісну державу.
Водночас потреби економіки, єдність історичного минулого, мови та традицій усе нагальніше вимагали німецького возз'єднання. Об'єднавчим центром, на думку німецьких патріотів, могла стати Пруссія як наймогутніша з власне німецьких держав. Політична роздрібненість німецьких земель не дозволяла німецькій промисловості конкурувати з сусідніми країнами, бо кордони та високі мита перешкоджали вільному руху товарів і капіталу. Як результат, німецькі товари були дорожчими і мали нижчу якість. Цікаво, що вперше у світі клеймо «Made in…» з'явилося на англійських товарах в середині XIX ст. винятково для того, аби вирізнити якісні англійські вироби від дешевих німецьких підробок. Лише політичні зміни могли вивести німецьку економіку на вищий рівень. Ще у 1818 в Пруссії був введений спільний для всіх 8 провінцій митний тариф. Пізніше її уряд здійснював постійні зусилля по знищенню митних перепон між прусськими володіннями та сусідніми німецькими державами. У 1834 митний союз нарешті об'єднав 18 держав з 23 мільйонами населення. Це стало великим політичним успіхом Пруссії. Австрія та її сателіти до митного союзу не ввійшли.
Розвиток торгівлі, розширення внутрішнього ринку, будова шляхів (особливо залізниць) зруйнували державну обмеженість і партикуляризм у праві. Підприємці потребували свободи підприємницької діяльності. Але її сковували політичний лад і законодавство. Конфлікт між буржуазією та дворянством з кожним роком загострювався. Тільки соціальна революція могла знищити економічне й політичне відставання Німеччини від передових країн Європи.

## Стан збройних сил Австрії

### Армія
На момент війни австрійці мали на озброєнні лише дульнозарядні рушниці. Окрім застарілого озброєння австрійська піхотна тактика також не відповідала новим умовам, внаслідок чого піхотні підрозділи були приречені на важкі втрати від ворожої стрілецької зброї.

## Стан збройних сил Пруссії

### Армія
Прусська піхота мала на озброєнні голчасті рушниці системи Дрейзе, скорострільність яких була втричі вища за австрійські дульнозарядні.

## Початок війни
Приводом до війни став конфлікт через Шлезвіг-Гольштейн. 14 червня за пропозицією Австрії підтриманою більшістю дрібних німецьких держав сейм Німецького союзу ухвалив рішення мобілізувати союзну армію проти Пруссії. Формальне оголошення війни Австрією сталося 17 червня, після того як 16 прусаки почали вторгнення в Ганновер, Гессен та Саксонію. В дипломатичному та військовому стосунках уряд Бісмарка на той час забезпечив Пруссії значну перевагу, в тому числі нейтралітет Росії та Франції та військовий союз з Італією укладений ще 8 квітня 1866 року. Австрії довелося вести війну на два фронти — південному італійському (див. Австро-італійська війна 1866) та північному Богемському (Чеському) театрах. Пруссія значно переважала Австрію за розвитком промисловості. Відносна густота залізничної мережі забезпечила Пруссії швидкість мобілізаційних перевезень на широкому фронті.

## Театри воєнних дій

### Богемський (Чеський) театр
Оскільки Австрії довелося виділити значні сили (близько 140 тисяч) на Італійський театр, а союзна Австрії Баварія відмовилася посилати свої війська в Богемію прусаки отримали там деяку чисельну перевагу — 278 тисяч проти 261 які складали Північну австрійську армію включно з саксонським корпусом який відступив до Богемії. На чолі прусського війська стояв король Вільгельм I, а фактично операціями керував Мольтке. Північною армією командував Бенедек, який показав себе украй слабким полководцем.
Після швидкого успіху на Майнцькому фронті прусаки могли прискорити наступ проти австрійців та саксонців у Богемії. Стратегічне розгортання проти ворога було здійснене дугою понад 250 км трьома арміями:
- 2-га армія, під орудою кронпринца Фрідріха Вільгельма, в Сілезії — між містами Бреславль (Вроцлав) і Нейсе (Ниса);
- 1-ша армія, під орудою принца Фрідріха Карла, в районі Гьорлиця (в Лаузиці);
- Ельбська армія, під орудою генерала Херварта фон Біттенфельда, в районі Торгау. Надалі Ельбська армія перейшла в підпорядкування до Фрідріха Карла.

Головні сили австрійської Північної армії, зосереджені попервах в укріпленому районі Ольмюц (Оломуц), пізніше рушили в Богемію в район фортець Йозефштадт (Яромеж) та Кьонігррец (Градец-Карлдове).
Прусське командування 22 червня видало директиву про кругове вторгнення в Богемію аби обидва основних угруповання з'єдналися в районі Гічіна (Їчина). Майже в усіх зіткненнях, що зазвичай були зустрічними боями прусаки досягали успіху:
- 2-га прусська армія біля Находа 27 червня, біля Скалиця і Буркерсдорфа 28 червня, біля Кьонігіхофа (Двур-Кралове) 29 червня;
- 1-ша армія — біля Мюнхенгреца 28 червня, Гічіна 29 червня та інші.

### Італійський (південний) театр
Дивись Австро-італійська війна 1866

### Майнцький театр військових дій
На Майнцькому театрі — в Ганновері, Гессені, а потім і на Франкфуртському напрямку прусські війська швидко досягли успіху. 28 червня ганноверці капітулювали біля Лангельзальца.

## Завершальний період війни (3—26 липня)

### Битва при Садовій
3 липня відбулася вирішальна битва в районі Садова-Кьоніггрец в якому з обох боків брали участь приблизно рівні сили — 220 тисяч прусаків та 215 тисяч австрійців. Армія Фрідріха Карла зав'язала бої в районі Садови з раннього ранку, а вдень на поле бою (в районі села Хлум) прибуло військо кронпринца. Прусаки досягли значного успіху змусивши австрійців безладно відступати. Втрати австрійців вбитими, пораненими та полоненими склали понад 44 тисяч — майже вп'ятеро більше ніж в прусаків. однак прусське командування дало австрійцям можливість відірватися. Бенедек відвів війська до Оломоуца залишивши на Віденському напрямку лише слабке прикриття. Прусаки поновили рух: 2-ю армією на Оломоуц, створюючи перепону, 1-ю та Ельбською арміями на Відень. Склалася критична для австрійців ситуація, тож вони почали перекидати війська з Італії, де до цього здобули низку перемог. Бенедек 13 липня був замінений ерцгерцогом Альбрехтом.

### Нікольсбурзькеперемир'я
В Австрії ще були можливості для організації опору на підступах до Відня та Пресбургу (Братислави), однак внутрішня ситуація в імперії, а особливо загроза відпадіння Угорщини (прусаки підійшли впритул до Пресбургу загрожуючи відрізати власне Австрію від Угорщини) змусили Франца Йосифа піти на мирні переговори з Пруссією. Цього ж прагнув і Бісмарк, всупереч протидії Вільгельма І та Мольтке, оскільки в Австрії він вбачав можливого союзника в майбутньому, а зараз був готовий обмежитися лише винятком її з Німецького союзу. Уряд Наполеона ІІІ, хоч і оголосив про свій нейтралітет, але побоювався надмірного ослаблення Австрії і тому також прагнув закінчення війни. 22 липня розпочалося перемир'я, 26 липня в Нікольсбурзі був підписаний прелімінарний мир, а 23 серпня — мирний договір у Празі (див. Празький мир 1866 року).

## Підсумки війни

### Зовнішньополітичні
За Празьким мирним договором, укладеним 23 серпня, Австрія передавала Пруссії Гольштейн, захоплений у Данії в 1864 році в ході австро-пруссько-данської війни (Пруссії тоді дістався Шлезвіг), і виходила з Німецького союзу. Італії дісталася Венеційська область.
Політичним результатом війни 1866 року стала остаточна відмова Австрії від об'єднання німецьких держав під своїм керівництвом і остаточний перехід гегемонії в Німеччині до Пруссії, що очолила Північнонімецький союз. Пруссія значно розширила свою територію за рахунок дрібних німецьких держав і уклала секретні військові угоди з південнонімецькими державами. Австрія опинилася поза союзом та німецькими справами, а Венеційська область відійшла до Італії.
Програна австро-прусська війна примусила Габсбургів перетворити унітарну Австрійську імперію на дуалістичну Австро-Угорську.